# 1810 في الولايات المتحدة
فيما يلي قوائم الأحداث التي وقعت خلال عام 1810 في الولايات المتحدة.

## سياسة

### تعيين في المنصب
- 1 يناير – نيكولاس بيدل عضو مجلس نواب بنسيلفانيا.
- 10 يونيو – إلبردج جيري حاكم ماساتشوستس [الإنجليزية]‏.
- 8 أغسطس – وليام ت باري عضو مجلس النواب الأمريكي.
- 8 ديسمبر – هنري ميدلتون حاكم كارولينا الجنوبية [الإنجليزية]‏.

## مواليد

### يناير
- 10 يناير – جيرمي سوليفان بلاك[1]

### مايو
- 10 مايو – توماس واكتينز ليجون سياسي أمريكي.[2]
- 23 مايو – مارغريت فولر[3]
- 24 مايو – تشارلز كلارك سياسي أمريكي.
- 25 مايو – كلوي لوكاشيك

### يوليو
- 5 يوليو – بي تي بارنوم سياسي أمريكي.[4]

### أغسطس
- 28 أغسطس – أورمسبي إم ميتشل[5]
- 30 أغسطس – اونسلو ستيرنز سياسي أمريكي.[6]

### سبتمبر
- 12 سبتمبر – فيليب أف. توماس سياسي أمريكي.[7]

### أكتوبر
- 4 أكتوبر – إليزا جونسون سياسية أمريكية.[8]

### نوفمبر
- 4 نوفمبر – لوسيوس روبنسون سياسي أمريكي.[9]
- 5 نوفمبر – ألفونسو تافت دبلوماسي أمريكي.[10]
- 18 نوفمبر – آزا غراي عالم نبات أمريكي.[11]
- 18 نوفمبر – أندريس بيكو سياسي أمريكي.

### ديسمبر
- 10 ديسمبر – ابراهام كوركيندول أليسون سياسي من الولايات المتحدة الأمريكية.
- 21 ديسمبر – أنتوني كينيدي سياسي أمريكي.[12]
- 25 ديسمبر – لورنزو لورين لانجستروث نحّال من الولايات المتحدة الأمريكية.[13]

## وفيات

### فبراير
- 22 فبراير – تشارلز بروكدين براون (مواليد 1771)[14]

### مارس
- 6 مارس – وليام واشنطن (مواليد 1752) جندي من الولايات المتحدة.[15]

### مايو
- 9 مايو – بنيامين لينكون (مواليد 1733)[16]

### أكتوبر
- 15 أكتوبر – ألفريد مور (مواليد 1755) سياسي أمريكي.[17]

### نوفمبر
- 11 نوفمبر – جون لورانس (مواليد 1750) سياسي أمريكي.[18]

### ديسمبر
- 2 ديسمبر – إزرائيل سميث (مواليد 1759) سياسي أمريكي.[19]